# Nilakkottai
Nilakkottai là một thị xã panchayat của quận Dindigul thuộc bang Tamil Nadu, Ấn Độ.

## Địa lý
Nilakkottai có vị trí 10°10′B 77°52′Đ / 10,17°B 77,87°Đ Nó có độ cao trung bình là 320 mét (1049 feet).

## Nhân khẩu
Theo điều tra dân số năm 2001 của Ấn Độ, Nilakkottai có dân số 19.630 người. Phái nam chiếm 50% tổng số dân và phái nữ chiếm 50%. Nilakkottai có tỷ lệ 71% biết đọc biết viết, cao hơn tỷ lệ trung bình toàn quốc là 59,5%: tỷ lệ cho phái nam là 76%, và tỷ lệ cho phái nữ là 66%. Tại Nilakkottai, 12% dân số nhỏ hơn 6 tuổi.